# 阿朗·卡尔代克

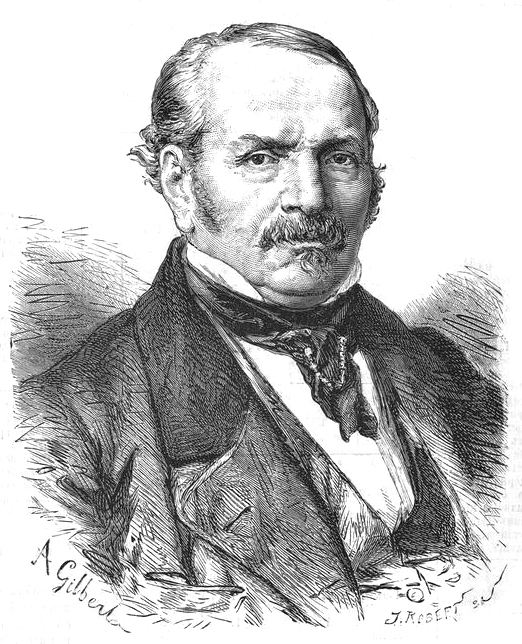
阿朗·卡尔代克

伊波利特·莱昂·德尼扎尔·里瓦伊（法語：Hippolyte Léon Denizard Rivail；1804年10月3日—1869年3月31日），笔名阿朗·卡尔代克（法語：Allan Kardec，法語發音：[kaʁdɛk]），是唯靈論的发表者。1804年卡甸出生于法国里昂。